# Гаевич, Юзеф
Юзеф Гаевич (пол. Józef Gajewicz; 12 марта 1944, Вымыслув (гмина Мехув)) — польский администратор, хозяйственный и политический руководитель времён ПНР, президент Кракова в 1980—1982, первый секретарь Краковского воеводского комитета ПОРП в 1982—1990. Стал последним руководителем краковской организации ПОРП. Стоял на позициях «партийного бетона», участвовал в противостоянии с Солидарностью, но был известен также хозяйственными достижениями и политическим маневрированием.

## Инженер и функционер
Родился в крестьянской семье из деревни близ Мехува. Работал в строительной госкомпании Hydrobudowa, на производствах стройматериалов. Окончил строительный факультет Краковского технологического университета. Получил специальность инженера и степень доктора технических наук.
С двадцатилетнего возраста Юзеф Гаевич состоял в правящей компартии ПОРП, с двадцатисемилетнего — в партийном аппарате. В 1971 — инструктор дзельницкого комитета ПОРП в краковском Звежинеце. В 1975 — заведующий отделом строительства и городского хозяйства Краковского воеводского комитета ПОРП. С 1976 по 1979 — функционер ЦК. С 1979 — вице-президент Кракова, председатель воеводской плановой комиссии. Играл видную роль в краковском хозяйственном управлении.

## Администратор Кракова
Забастовочное движение 1980, создание независимого профсоюза Солидарность привели к масштабной смене партийно-административных кадров на всех уровнях. 26 сентября 1980 Юзеф Гаевич занял пост президента (мэра) Кракова (его предшественник Эдвард Барщ, министр строительства ПНР, вскоре покончил с собой под обвинениями в коррупции).
Во главе краковской администрации Гаевич осуществил несколько крупных городских проектов. По его инициативе был закрыт экологически вредный цех алюминиевого завода. Реконструированы Национальный музей, Государственная театральная школа, Библиотека Ягеллонского университета. Строились новые жилищные комплексы, развивалась автодорожная сеть.
Юзеф Гаевич позиционировался как администратор-хозяйственник. Он старался дистанцироваться от политического противостояния ПОРП с «Солидарностью» (которое в Кракове не принимало особенно жёстких форм). В целом Гаевич следовал компромиссным курсом первого секретаря Краковского комитета ПОРП Кристина Домбровы. Однако Гаевич был известен консервативными подходами, идеологической ориентацией на «партийный бетон».

## Партийный секретарь
13 декабря 1981 в Польше было введено военное положение. «Солидарность» подавлялась репрессиями. Смену партийной власти в Кракове ускорили трагические события 13 октября 1982. Рабочие металлургического комбината имени Ленина (HiL) вышли на демонстрацию протеста в Нова-Хуте. Такие акции проводились 13-го числа каждого месяца, но в октябре обстановка была особенно напряжённой: несколькими днями ранее сейм ПНР принял закон о профсоюзах, официально запретивший «Солидарность». Демонстрантов атаковали ЗОМО и СБ, был убит двадцатилетний рабочий HiL Богдан Влосик. Уличные столкновения происходили несколько дней, похороны Влосика вылились в двадцатитысячную антикоммунистическую демонстрацию. «Краковское спокойствие» оказалось иллюзией. В этих обстоятельствах Домброва не мог оставаться на посту первого секретаря.
26 октября 1982 новым первым секретарём Краковского комитета ПОРП утверждён Юзеф Гаевич. На Х съезде ПОРП летом 1986 введён в состав ЦК. Был депутатом сейма двух созывов с 1985 по 1991.
Краковская парторганизация традиционно считалась высокоинтеллектуальной и политически эффективной. В период «Карнавала „Солидарности“» и военного положения сотни тысяч членов ПОРП сдавали партбилеты. Этот процесс развивался и в Кракова (из почти 100-тысячной организации вышли около 15 тысяч). Парторганизация явно проигрывала в конкуренции с «Солидарностью» и католической архиепархией. Особенно трудной для партаппарата была ситуация с рабочими и молодёжью.
Юзеф Гаевич пытался привлечь молодёжь броскими радикальными лозунгами. Однако марксистско-ленинский радикализм повторял установки «бетона» и вызывал отторжение. Расширялось формальное представительство «доверенных» рабочих в составе парторганов, включая Краковский комитет. Но искусственность и срежесированность этой тенденции, особенно на фоне реального положения на HiL, была совершенно очевидна.
Политическое руководство Юзефа Гаевича впоследствии оценивалось гораздо ниже хозяйственного. Он характеризовался как бесцветный представитель «бетона», сильно снизивший интеллектуальный уровень парторганизации. Был распущен клуб левой интеллигенции «Кузница» (преобразован в центр при городской администрации). Видную политическую роль в воеводстве играли руководители милиции и СБ — полковник Тшибиньский, полковник Дзяловский, генерал Груба (член исполнительного бюро Краковского комитета). В период военного положения Гаевич формально возглавлял чрезвычайный орган региональной власти — Воеводский комитет обороны (WKO), но реально руководство WKO принадлежало военному комиссару генералу Сулиме и полковнику Тшибиньскому.
В то же время Гаевич, следуя краковской традиции, по возможности воздерживался от жёсткой конфронтации. Краковский комитет делал демонстративные жесты в адрес архиепархии. Согласовывалось строительство церковных зданий, проводились встречи с архиепископом Франтишеком Махарским. Программу сохранения и реставрации исторических и религиозных памятников Кракова оценил Папа Римский Иоанн Павел II. Гаевич торжественно открывал памятник Станиславу Выспяньскому в присутствии его внучки.
В ходе политической чистки системы образования Юзеф Гаевич подчёркивал: обучение будет вестись только по государственным программам и на светской (в данном контексте — антикатолической) основе. Но при этом он отмечал, что «партия не требует, чтобы все учителя были марксистами». Очевидцы вспоминали: слушая жёстко догматичное выступление начальника армейского политуправления генерала Барылы, Гаевич в отчаянии закрывал лицо руками. Однако в целом он до конца сохранял ориентацию на «бетон». Отставка Гаевича была среди требований краковских демонстрантов в столкновениях с ЗОМО 16 мая 1989. Состоялась она в январе 1990 при саморопсуске ПОРП.

## В новой Польше
После прихода к власти «Солидарности» и преобразования ПНР в Третью Речь Посполитую Юзеф Гаевич некоторое время продолжал общественную и политическую деятельность. Состоял в Общественном комитете реставрации памятников Кракова. Участвовал в создании происходящего из ПОРП Союза демократических левых сил. Затем вышел на пенсию. Проживает в Кракове.
В политической истории Польши и Кракова Юзеф Гаевич запомнился как «последний первый» краковской ПОРП. В его деятельности ярко отразился кризис правящей компартии последних лет ПНР. Но общественное мнение учитывает определённые хозяйственные и культурные достижения на посту президента Кракова.